# Éric Trappier
Éric Trappier est un dirigeant d'entreprise français, né le 1er juin 1960. En 2013, il est devenu le 5e président-directeur général (PDG) de Dassault Aviation depuis sa création en 1929, et aussi le plus jeune à prendre ce poste (52 ans).
En janvier 2025, Éric Trappier devient président du groupe industriel Marcel Dassault (GIMD), tout en restant PDG de Dassault Aviation.

## Biographie
Éric Trappier est un ingénieur diplômé de Télécom SudParis. Il a servi comme officier dans la Marine nationale durant son service militaire en 1983 et 1984. Il entre ensuite dans le groupe Dassault Aviation à l'âge de 24 ans.
Le 18 décembre 2012, Éric Trappier est coopté comme administrateur de Dassault Aviation, en remplacement de Philippe Hustache, pour la durée restant à courir du mandat de ce dernier, soit jusqu’à l’issue de l’assemblée générale qui statuera sur les comptes de l’exercice 2014. Quelques jours après, le 8 janvier 2013, le conseil d’administration le nomme président-directeur général.
En mai 2017, Éric Trappier est élu président de l'Association européenne des industries aérospatiale et défense (ASD).
Le 8 juin 2017, Éric Trappier est élu président du Groupement des industries françaises aéronautiques et spatiales (GIFAS), dont il était précédemment premier vice-président.
Il est président du Conseil des Industries de Défense Françaises (CIDEF), une association qui réunit les groupements professionnels de l’industrie française de défense, entre mars 2021 et janvier 2023.  
Éric Trappier est également élu président de l’Union des industries et métiers de la métallurgie (UIMM) le 15 avril 2021.
Il épouse, en 1983, Isabelle Harnisch avec qui il a trois enfants,.

### Carrière chez Dassault Aviation
De 1984 à 1987, il prend la direction générale technique du bureau d'études et de la direction des systèmes d'armes puis de 1987 à 1991, la direction technique internationale chargée des négociations avec la Corée, Singapour, l'Arabie Saoudite, le Chili, l'Allemagne et participe à la vente de l'avion de patrouille maritime Atlantique. De 1991 à 1995, c'est le tour de la direction générale internationale comme responsable des ventes avec l'Asie et du contrat Mirage avec l'Inde. De 1995 à 2000, il passe à la direction générale internationale comme responsable des ventes avec les Émirats arabes unis et gère le contrat Mirage 2000-9 avec les Émirats. De 2000 à 2001, il prend la direction générale internationale comme directeur régions Moyen-Orient & Afrique puis de 2001 à 2005, comme directeur des exportations militaires et enfin de 2002 à 200, les négociations et signatures des Accords nEUROn avec Saab/Suède, RUAG/Suisse, Alenia/Italie, HAI/Grèce, EADS/Espagne.

#### nEUROn
Négociateur des accords industriels pour la fabrication du drone de combat, le nEUROn, il négocie le partenariat avec des industriels au niveau international et notamment avec les acteurs suédois (Saab), espagnol (EADS), italien (Alenia) suisse (RUAG) et grec (HAI). En 2006 ,il devient directeur général international et le 8 janvier 2013, président-directeur général,,.

### Présidence du GIMD
Le 9 janvier 2025, Éric Trappier succède à Charles Edelstenne à la tête du groupe industriel Marcel Dassault (GIMD), tout en restant PDG de Dassault Aviation.

## Autres activités
- Membre du comité de direction de Dassault Aviation.
- Administrateur de Thales Systèmes aéroportés SA  .
- Administrateur-gérant du GIE Rafale International[19].
- Administrateur Odas, Sofema, Eurotradia.
- Président de l'ASD (Aerospace and Defense Industries Association of Europe ASD-STAN) à Bruxelles.
- Président et administrateur du GIFAS[20].
- Président du CIDEF (Conseil des Industries de Défense Françaises)[21].
- Capitaine de vaisseau de réserve.

## Distinctions
Officier de l'ordre national du Mérite. Le 14 novembre 2003, Éric Trappier est nommé au grade d'officier dans l'ordre national du Mérite au titre de « directeur général international adjoint d'une société ; 20 ans d'activités professionnelles et de services militaires ».
 Commandeur de la Légion d'honneur. Le 13 juillet 2007, il est nommé au grade de chevalier dans l'ordre national de la Légion d'honneur au titre de « directeur général dans une société ; 24 ans d'activités professionnelles, de services civils et militaires » puis fait chevalier le 17 octobre 2007. Il est promu au grade d'officier le 31 décembre 2015 au titre de « président-directeur général dans un groupe aéronautique » et fait officier le 23 mars 2016. Le 15 janvier 2025, il est promu au grade de commandeur au titre de « président-directeur général d'un groupe industriel ».
 Médaille de l'Aéronautique. Il est titulaire de la médaille de l'Aéronautique depuis 2023.